# Téléphone grave danger
Le téléphone grave danger ou téléphone grand danger (TGD) est, en France, un dispositif de protection pour les personnes menacées par leur ancien conjoint ou compagnon — en pratique, presque toujours des femmes. Il s'agit d'un téléphone équipé d'une touche qui alerte immédiatement un service d'assistance. Son attribution est décidée par un procureur de la République. Inauguré en 2009 à titre expérimental et généralisé par la loi pour l'égalité réelle entre les femmes et les hommes en 2014, le système compte fin 2019 moins d'un millier de bénéficiaires, près de 1 200 en septembre 2020 et près de 5 000 début février 2025.

## Description
Un téléphone grave danger se présente comme un smartphone ordinaire.
Le téléphone grave danger comporte une touche préprogrammée reliée à un service d'assistance ouvert en permanence et n'a pas d'autre fonction. Un opérateur hébergé par Allianz Partners France ou Orange évalue le danger et, au besoin, contacte les forces de l'ordre via un canal spécifique,. Les évolutions technologiques permettent de géolocaliser l'origine de l'appel, en théorie avec l'accord de la détentrice, selon l'article 41‑3‑1 du code de procédure pénale. Certains appels au service d'assistance servent à vérifier le fonctionnement du dispositif ou signaler un déplacement de la détentrice.
Le dispositif est mis en place pour une durée de six mois renouvelables.
Certaines sources désignent le TGD comme « téléphone grand danger »,,.

## Histoire
L'Espagne a instauré un système similaire au TGD avant la France,. Le TGD est le fruit d'une collaboration entre Ernestine Ronai, qui dirige l'Observatoire départemental des violences envers les femmes en Seine-Saint-Denis, et Patrick Poirret, procureur adjoint à Bobigny. Le numéro d'urgence pour joindre la police étant sollicité par de nombreux appels, Ronai et Poirret établissent une ligne spéciale permettant de joindre rapidement les forces de l'ordre.
Le 9 décembre 2009, le premier TGD est remis à une victime en Seine-Saint-Denis. Le TGD est instauré dans le Bas-Rhin en 2011 puis à Paris en 2012. En 2014, le TGD s'étendait sur 13 départements. La loi pour l'égalité réelle entre les femmes et les hommes (loi no 2014-873 du 4 août 2014) généralise le système TGD sur l'ensemble du territoire français,,.
En octobre 2019, Marlène Schiappa déclare que « deux tiers [des TGD] ne sont pas attribués et dorment dans un placard » ; la même année, lors du Grenelle des violences conjugales, elle invite les collectivités à octroyer plus fréquemment le TGD.
Les conditions d'attribution sont assouplies avec la loi du 28 décembre 2019 visant à agir contre les violences au sein de la famille,.

## Conditions d'attribution
Le téléphone est remis par un procureur de la République à une femme menacée physiquement (y compris de viol) par un ancien conjoint, compagnon ou partenaire. Elle doit obligatoirement en être séparée. Jusqu'à la loi du 28 décembre 2019, il était nécessaire que l'agresseur ait fait l'objet d'une mesure d'éloignement (dans le cadre d'une ordonnance de protection, d'une composition pénale, d'un contrôle judiciaire ou d'une assignation à résidence) ou encore d'une condamnation, d’un aménagement de peine ou d’une mesure de sûreté,.
Outre que la nécessité de vivre séparément de son conjoint exclut un nombre considérable de femmes, cette législation ne permettait pas d'attribuer un téléphone en urgence tant qu'une procédure d'éloignement n'avait pas abouti.
D'autre part, la remise d'un téléphone par le procureur, seul habilité à en juger, ne pouvait se faire qu'à condition qu'il soit sollicité, et il semble que les procédures en vigueur dans la quasi-totalité ou la totalité des juridictions aient conditionné l'étude de cette demande à un visa préalable par une association de protection des femmes contre les violences, ce qui posait des difficultés dans les zones où ces associations n'étaient pas présentes.
Pour résoudre ces deux obstacles, la loi de 2019 a prévu deux amendements du code de procédure pénal. Désormais, il est précisé que « l'attribution peut être sollicitée par tout moyen » donc y compris par la victime. D'autre part, un téléphone peut être attribué en cas de danger avéré et imminent, même si aucune des procédures d'éloignement n'a encore abouti, ou si l'ex-conjoint est en fuite. Le TGD peut aussi être attribué à une victime de viol.
Cette attribution n'est toutefois pas automatique et reste soumise à l'appréciation souveraine du procureur, les députés ayant craint qu'une attribution trop large n'entraîne « une hausse massive du nombre des terminaux, donc des appels, [qui] risquerait d’excéder les capacités de réponse et, au final, d’obérer gravement les performances du dispositif ».
Divers critères peuvent être pris en compte, comme la durée et la répétition des violences dénoncées, l'ancienneté de la menace ou du harcèlement, les antécédents pénaux de la personne mise en cause, le risque de réitération des faits, l'isolement de la victime, etc.
La Commission d'enquête menée en 2021 après l'assassinat prévisible de Chahinez Boutaa (blessée puis immolée par le feu par son mari après sa libération anticipée, et à qui aucun TGD n'avait été proposé) a précisé que la périodicité des réunions des comités de pilotages devraient être fixée à deux semaines. Ces comités sont chargés du suivi des mesures et sur une évaluation des attributions futures, ils n'ont aucun pouvoir en matière d'attribution.

## Bilan
En 2018, en France, une femme est assassinée tous les trois jours par son conjoint ou son ex. En 2014, 304 personnes au total ont bénéficié du TGD et 157 téléphones étaient actifs. Fin 2018, 837 TGD sont actifs : 756 en métropole, 71 en Outre-Mer. En novembre 2019, 682 ont été attribués. En septembre 2020, ce nombre est passé à 1171, triplant en moins d'un an. Fin 2021, le parc était de 3320 TGD déployés dont 2252 attribués (68%)[réf. souhaitée] et en 2022, ces chiffres étaient respectivement de 4 367 téléphones déployés, dont 2183 attribués à une victime.
Au 1er février 2023, 3 629 téléphones étaient actifs, 4 529 en 2024, et 4 911 début février 2025.
Bien que le service soit rebaptisé « téléassistance pour la protection des personnes en grave danger », seuls trois hommes auraient bénéficié du TGD,.
En 2016, le TGD a entraîné 222 interventions des forces de sécurité intérieure (police ou gendarmerie) ; en 2017, 282 ; en 2018, 420 ; en 2019, 727 ; en 2020, 1185 ; en 2021 (novembre) 1083 ; en 2024, 3000. Deux bénéficiaires du dispositif ont été tuées en 2018.
Il existe des objections concernant le TGD car il revient aux victimes de veiller à leur protection ; certains auteurs estiment que l'agresseur devrait être équipé d'un bracelet électronique, ou que l'agresseur devrait bénéficier, en amont, d'une prise en charge. En 2011, un essai a été mené à Aix-en-Provence, Amiens et Strasbourg : chaque partie portait un bracelet pour éviter la proximité avec l'autre.
Le dispositif des bracelets anti-rapprochement est instauré par la loi du 28 décembre 2019 et déployé partout en France à compter du 10 janvier 2021,. Portés à la cheville, les bracelets permettent de géolocaliser le conjoint ou ex-conjoint violent et de déclencher un système d'alerte en cas d'approche de la personne protégée au-delà d'un périmètre défini par le juge. En quatre ans, 2 591 décisions de placement sous bracelets ont été prononcées. En 2024, 983 dispositifs étaient actifs, et 770 au 1er février 2025.